# テネシー川

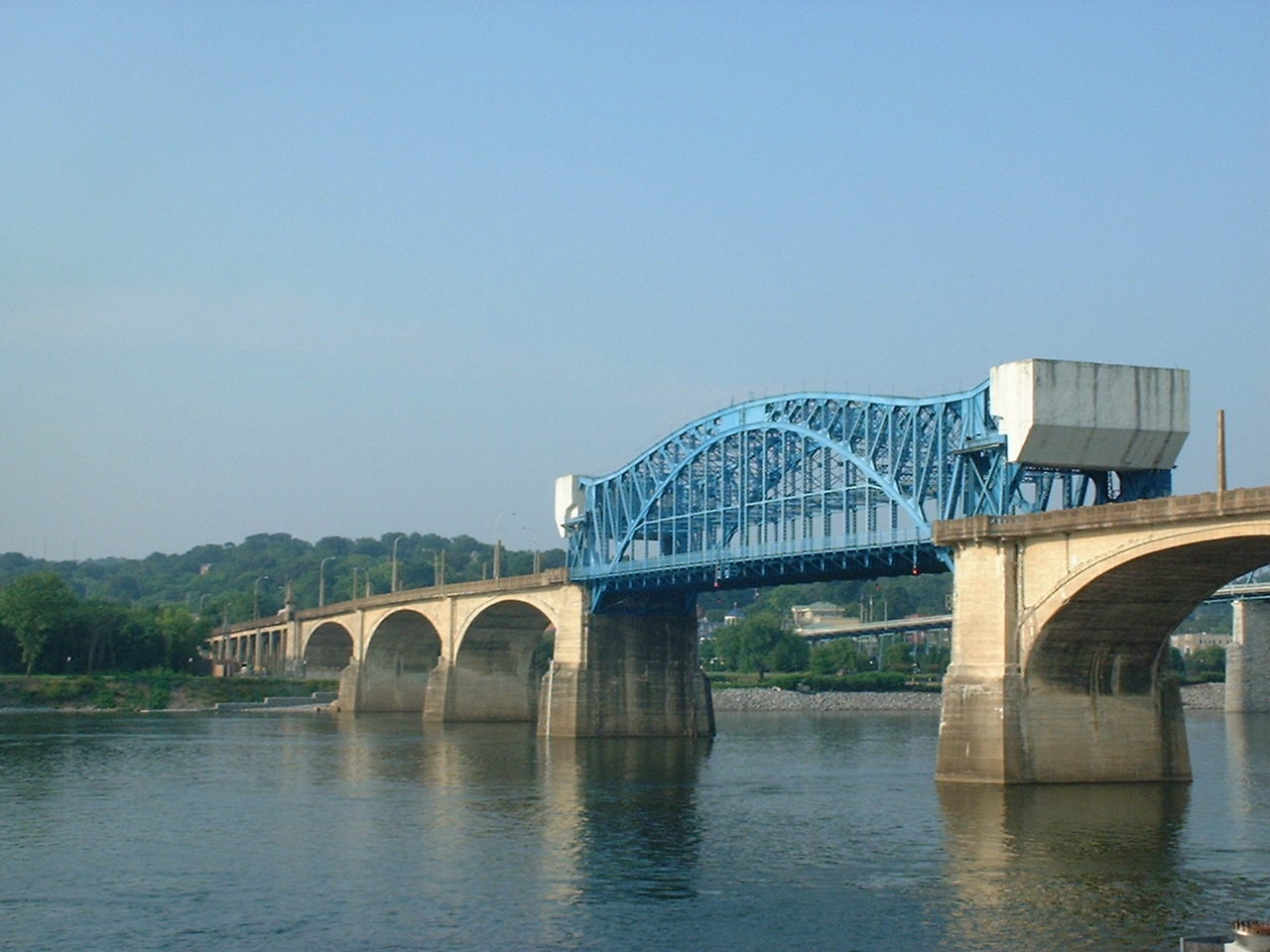
チャタヌーガのジョン・ロス・ブリッジ（John Ross Bridge）

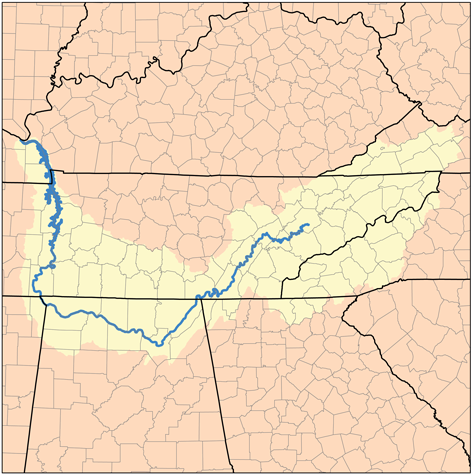
テネシー川流域

テネシー川（テネシーがわ、英: Tennessee River）は、アメリカ合衆国中東部、アパラチア山脈を流れる川で、オハイオ川最大の支流である。全長1,045km。流域面積は約10.6万km2で、7州にまたがる。

## 流路
テネシー州東部のノックスビルの東でホルストン川とフレンチ・ブロード川が合流してテネシー川となり、南西方向に流れてアラバマ州北部に達し、西にながれたのち北に向かってふたたびテネシー州に入り、ケンタッキー州パデューカ（Paducah）付近でオハイオ川に合流する。

## 利水
この川はかつて洪水が頻繁に発生し、また水深の差も大きく河川交通には適していなかったが、1933年以来TVA（テネシー川流域開発公社）計画によって洪水防止、水力発電、水運、工業用水などの目的で、30か所をこえるダムが建設され、開発が進められた。主要なダム湖にはアラバマ州のガンタースビル湖やフィーラー湖、テネシー、ケンタッキー両州にまたがるケンタッキー湖（Kentucky Lake）がある。